# Alemanha Oriental nos Jogos Olímpicos de Inverno de 1972
A Alemanha Oriental mandou 42 competidores que disputaram sete modalidades nos Jogos Olímpicos de Inverno de 1972, em Sapporo, no Japão. A delegação conquistou 14 medalhas no total, sendo quatro de ouro, três de prata, e sete de bronze.